# Ajovan
Ajovan eller ajvain (Trachyspermum ammi) är en ört i familjen flockblommiga växter. Den används som krydda och har en smak som påminner om timjan eftersom den innehåller höga halter av tymol.
Ajovan är en ettårig växt som blir upp till 50 cm hög med finflikiga blad och små, vita blommor. Frukterna är äggformade och är försedda med tydliga strimmor. Den säljs ibland felaktigt som libbsticka i svenska butiker.

## Namn
Förutom namnet ajovan som används i Indien kallas kryddan också för koptisk kummin på svenska. På engelska har kryddan också flera alternativa namn, etiopisk spiskummin till exempel antyder ett afrikanskt ursprung på samma sätt som de latinska synonymerna Carum copticum och Ammi copticum. Kryddan kallas också biskopens ogräs på engelska.

## Användning
Ajovan använda ofta i det indiska köket, särskilt det nordindiska. De råa frönas smak är eldig och bitter, i kokt och rostad form mildras smaken. Ajovanfrön används i ett stort antal indiska rätter från bröd till grytor och är dessutom en vanlig ingrediens i chutney.
Kryddan är också populär i Etiopien där den ingår som en viktig del i kryddblandningen berbere. Ajovan används också inom ayurvedamedicinen mot astma, matsmältningsbesvär och feber.

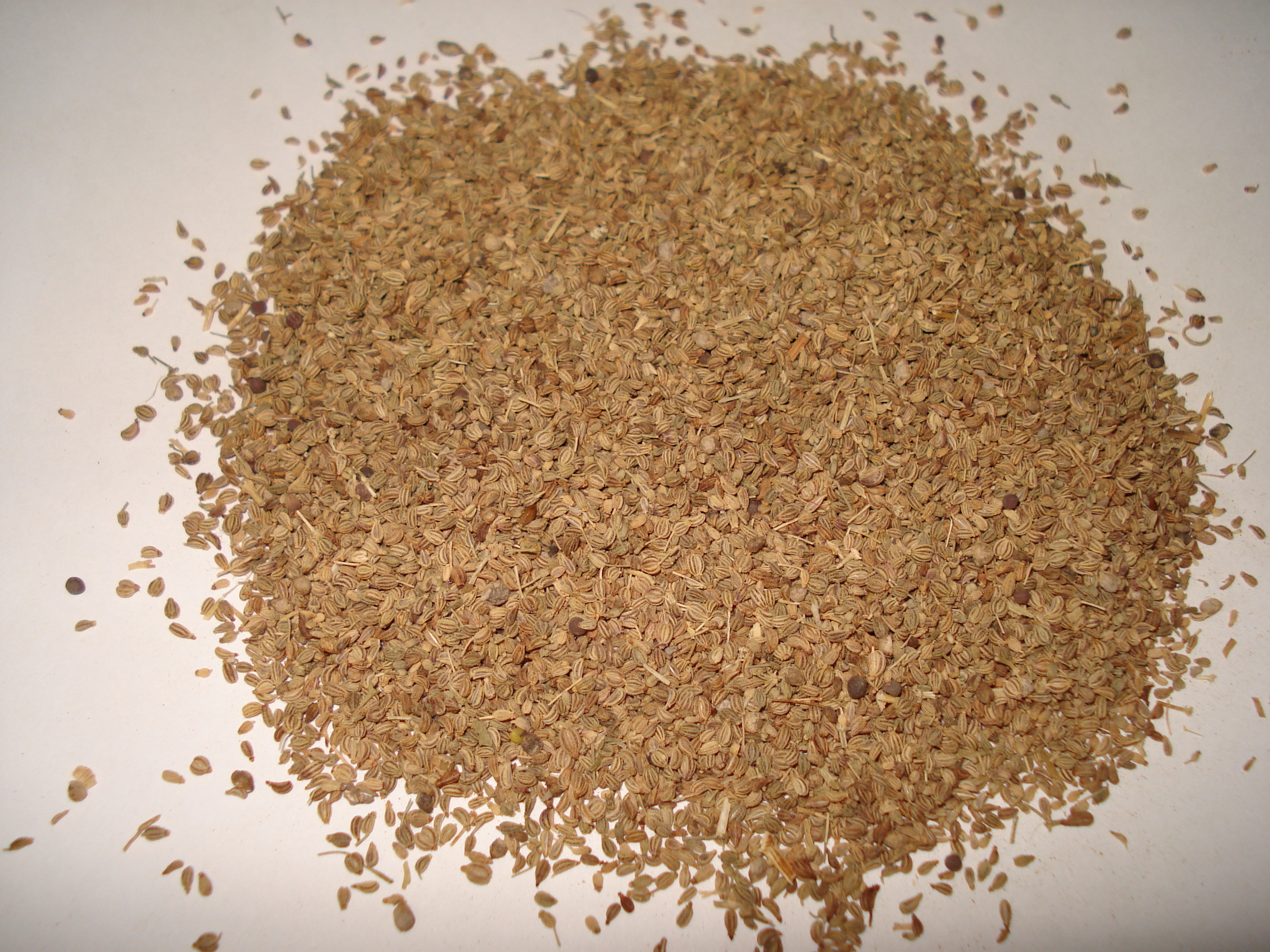